# Всевидящее око
Всеви́дящее о́ко, также лучеза́рная де́льта — масонский символ, символизирующий Великого Архитектора Вселенной, наблюдающего за трудами вольных каменщиков. Изображается как глаз, вписанный в треугольник.

## История
Ассоциация глаза (ока) в треугольнике с промыслом Божим встречалась в христианстве задолго до появления масонства. В европейской иконографии позднего Возрождения это было явным символом христианской Троицы. Итальянский живописец Понтормо изобразил Око Провидения на полотне «Ужин в Эммаусе» (1525 год). В семнадцатом веке всевидящее око иногда изображают окружённым облаками или солнечными лучами. Око Божие в треугольнике до сих пор используется в церковной архитектуре и христианском искусстве как символ Троицы, вездесущности Бога.
Первое официальное упоминание лучезарной дельты как масонского символа относится к 1772 году и встречается в работе Уильяма Престона (1742—1818) «Иллюстрации масонства».

## Описание
Лучезарная дельта является одним из символов масонского символизма. Она находится на востоке каждой ложи во время ритуальных работ, где и горит над председательствующим досточтимым мастером. Лучезарная дельта появляется в степени ученика в виде Всевидящего ока, вписанного в треугольник. Треугольник — знак огня и просвещения, и трактуется также как Троица в христианстве. В этом случае треугольник понимается как отсылка к числу три в масонской нумерологии. Иногда Всевидящее око изображается с ореолом вокруг глаза, а лучи, исходящие из него, распространяются вниз.
Открытый глаз символизирует скрытую истину, призывает к мудрости и обращается к совести. Он символизирует собой первопричину всего сущего, олицетворяет собой совершенное добро и победу над злом. В масонских ложах, где почти все члены — христиане, используют Евангелие от Иоанна, чтобы привлечь внимание к неоднозначной концепции Логоса, который отождествляется с Великим Архитектором Вселенной и прежде всего представляет собой рациональный принцип вселенной. Иногда глаз заменяется на литеру «G», интерпретация которой может отличаться в разных градусах.
Символ можно встретить в декоре каждой масонской ложи, на масонских документах и в облачении, а также в православной иконографии, оформлении храмов и церковной утвари XVIII—XIX веков.

## Галерея
- На востоке ложи
- Лучезарная дельта в символической ложе
- В декоре ложи
- На старинном запоне 1800 года
- На запоне 18 градуса ДПШУ
- На подвеске офицера ложи
- На масонском дипломе
- На логотипе масонской ложи